# Alchemilla cataractarum
Alchemilla cataractarum é uma espécie de rosácea do gênero Alchemilla, pertencente à família Rosaceae.